# Love Box
Love Box, pubblicato nel 2007, è una raccolta della cantante italiana Mina.
Questa raccolta non è inclusa nella discografia sul sito ufficiale minamazzini.com.

## Il disco
Cofanetto con scatola di cartone rosso, contenente 3 CD ciascuno in busta separata, si tratta dell'ennesima raccolta di materiale già pubblicato dal 1969 al 1985. Non contiene inediti.

## Tracce
CD 1
1. E penso a te - 3.38 - Tratta da Mina (1971).
2. Insieme - 4.07 - Tratta da ...quando tu mi spiavi in cima a un batticuore... (1970).
3. Questione di feeling (con Riccardo Cocciante) - 4.33 - Tratta da Finalmente ho conosciuto il conte Dracula... (1985).
4. Grande grande grande -3.56 - Tratta da Mina (1971).
5. E poi -4.49 - Tratta da Frutta e verdura (1973).
6. Amore mio -3.40 - Tratta da Altro (1972).
7. Amanti di valore - 4.22 - Tratta da Amanti di valore (1973).
8. Magica follia -3.53 - Tratta da Italiana (1982).
9. Fiume azzurro -3.58 - Tratta da Cinquemilaquarantatre (1972).
10. Solo lui - 4.26 - Tratta da Mina® (1974).
11. Anche tu - 4.56 - Tratta da Attila (1979).
12. Dichiarazione d'amore - 3.00 - Tratta da Frutta e verdura (1973).
13. Sentimentale - 4.30 - Tratta da Mina (1971).
14. Quando l'amore ti tocca - 3.15 - Tratta da Salomè (1981).
15. Quasi come musica (A song for you) - 4.19 - Tratta da La Mina (1975).
16. Io ti amavo quando (You've got a friend) - 4.19 - Tratta da Cinquemilaquarantatre (1972).
17. La scala buia -3.50 - Tratta da Del mio meglio n. 3 (1975).
18. Just the way you are - 5.28 - Tratta da Finalmente ho conosciuto il conte Dracula... (1985).

CD 2
1. Emozioni - 4.33 - Tratta da Minacantalucio (1975).
2. Ancora ancora ancora - 4.19 - Tratta da Del mio meglio n. 7 (1983).
3. Una lunga storia d'amore -3.25 - Tratta da Uiallalla (1989).
4. Bugiardo e incosciente (La tieta) - 6.18 - Tratta da Bugiardo più che mai...più incosciente che mai... (1969).
5. My love - 4.15 - Tratta da Plurale (1976).
6. Non gioco più - 2.53 - Tratta da Del mio meglio n. 3 (1975).
7. Uappa - 3.20 - Tratta da La Mina (1975).
8. Triste - 5.35 - Tratta da Singolare (1976).
9. La mente torna - 4.27 - Tratta da Del mio meglio n. 2 (1973).
10. Mai prima - 4.00 - Tratta da Mina® (1974).
11. Uomo - 3.55 - Tratta da Del mio meglio n. 2 (1973).
12. Ma ci pensi - 4.15 - Tratta da Attila (1979).
13. Che lui mi dia (Basta um dia) - 2.38 - Tratta da Mina con bignè (1977).
14. Immagina un concerto - 4.13 - Tratta da La Mina (1975).
15. Non tornerò - 6.31 - Tratta da Attila (1979).
16. Un po' di più - 3.57 - Tratta da Attila (1979).
17. Le mani sui fianchi - 2.55 - Tratta da Cinquemilaquarantatre (1972).
18. Devo tornare a casa mia - 3.50 - Tratta da Frutta e verdura (1973).

CD 3
1. Amor mio - 4.33 - Tratta da Mina (1971).
2. Io e te da soli - 4.31 - Tratta da Del mio meglio (1971).
3. Parole parole (con Alberto Lupo) - 3.55 - Tratta da Cinquemilaquarantatre (1972).
4. L'importante è finire - 3.18 - Tratta da La Mina (1975).
5. Non credere - 4.06 - Tratta da Bugiardo più che mai...più incosciente che mai... (1969).
6. Nuur - 4.28 - Tratta da Mina® (1974).
7. Ahi, mi amor (Romance de curro "El Palmo") - 6.14 - Tratta da Mina 25 (1983).
8. L'amore, forse... (Ao amigo Tom) - 2.43 - Tratta da Altro (1972).
9. Vorrei averti nonostante tutto -4.36 - Tratta da Cinquemilaquarantatre (1972).
10. Ormai - 4.11 - Tratta da Mina con bignè (1977).
11. Sono sola sempre -4.20 - Tratta da Salomè (1981).
12. Marrakesh (Qualquer coisa) - 3.07 - Tratta da Italiana (1982).
13. Ancora dolcemente - 4.55 - Tratta da Singolare (1976).
14. Da capo - 3.16 - Tratta da Mina con bignè (1977).
15. Un'ombra - 3.21 - Tratta da Bugiardo più che mai...più incosciente che mai... (1969).
16. Fate piano - 3.55 - Tratta da Altro (1972).
17. Domenica sera - 3.20 - Tratta da Frutta e verdura (1973).
18. Che novità - 4.54 - Tratta da Attila (1979).